# Gäddede
Gäddede est une localité de Suède située dans la commune de Strömsund du comté de Jämtland. Elle couvre une superficie de 1,36 km2. En 2010, elle compte 401 habitants.